# Design Your Universe World Tour
Design Your Universe World Tour es la cuarta gira musical de la banda de metal sinfónico Epica, y la más larga hasta el momento con aproximadamente 200 conciertos.
Se realizó en promoción de su cuarto disco de estudio Design Your Universe de 2009.
También fue una de las giras más exitosas, sobre todo en Europa donde las entradas se agotaban rápidamente.
Es la primera gira en la que participa el guitarrista Isaac Delahaye, que se unió a la banda en enero de 2009. 
El éxito del disco también los llevó a países como Rusia, Guatemala, Bolivia, Croacia, Bulgaria y Eslovenia que la banda nunca había visitado.

## Tour
La presentación del álbum tuvo lugar en Paradiso, Ámsterdam con un show agotado. Después del lanzamiento del álbum, la banda se embarcó a una larga gira por Europa que cubriría la mayor parte del continente.

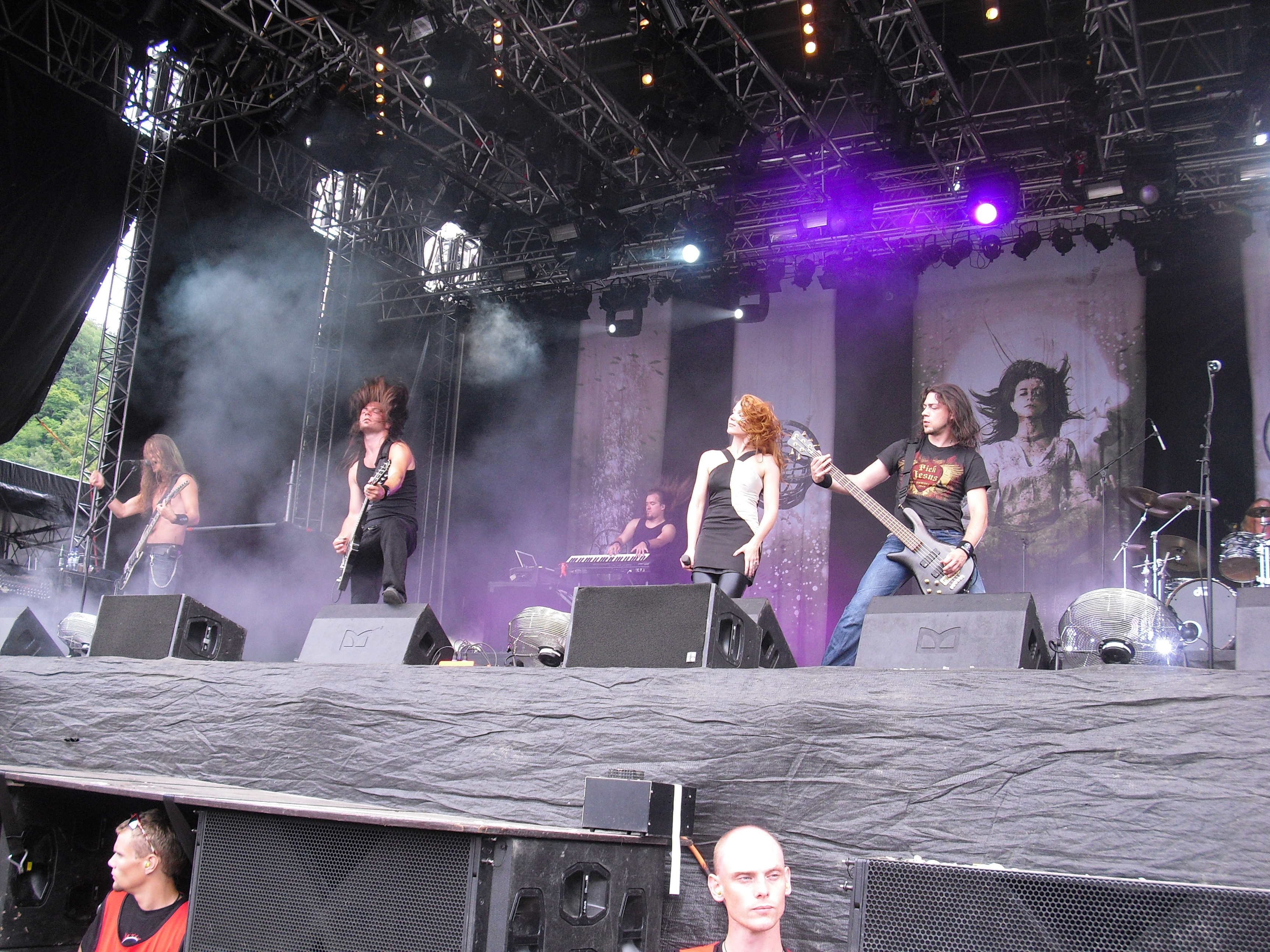
Epica en el Norway Rock Festival 2010.

El 27 de octubre, la banda comenzó un pequeño tour por América Latina,que pasaría por países como Costa Rica, Guatemala, México, Colombia y Venezuela. La banda después volvería a América para pasar por Argentina, Bolivia, Uruguay, Brasil, y Perú.
Después comenzaría la otra etapa de la gira Europa, para dar fin a esta y comenzar por la extensa gira Norteamericana de 52 fechas, 43 de ellas en los Estados Unidos y 9 en Canadá. En enero de 2011, la banda formó parte de dos fechas en el 70000 Tons of Metal Cruise.
El tour se supone que terminó en São Paulo, Brasil, el 27 de noviembre de 2011, Si no se toma como fechas del tour las que la banda realizó en febrero de 2012 en Holanda y Alemania.

## Tracklist en el directo
En Paradiso, el setlist cubría mayormente todas las canciones del disco en promoción, pero sin dejar afuera las canciones más populares como Consign To Oblivion y Cry For The Moon, o canciones de sus tres trabajos anteriores, algunas muy pedidas por sus fanes.
En el resto de la gira, canciones como la balada Tides Of Times, Unleashed o Martyr of the Free Word siempre estuvieron presentes en la lista de temas, y de sus discos anteriores las canciones como The Phantom Agony, Sensorium, Sancta Terra o Blank Infinity.
En toda la gira el comienzo de show siempre era realizado con Samadhi, pieza introductoria del disco, seguido de su canción Resign To Surrender.
Setlist en Paradiso
- Samadhi
- Resign to Surrender
- Unleashed
- Martyr of the Free Word
- Our Destiny
- Kingdom of Heaven
- The Price of Freedom
- Burn to a Cinder
- Tides of Time
- Deconstruct
- Semblance of Liberty
- Design Your Universe

Encore:
- Cry for the Moon
- Sancta Terra
- Consign to Oblivion

## Banda Soporte
Europa: 
- Amberian Dawn
- Sons Of Seasons

Norteamérica:
- Daath
- Blackguard

## Créditos
- Simone Simons: Voz

- Mark Jansen: Guitarra; voz gutural

- Yves Huts: Bajo

- Isaac Delahaye: Guitarra líder

- Coen Janssen: Piano

- Ariën van Weesenbeek: Batería

## Fechas
| Fecha                           | Ciudad                            | País                | Teatro                           |
| ------------------------------- | --------------------------------- | ------------------- | -------------------------------- |
| Presentación del álbum          |                                   |                     |                                  |
| 10 de octubre de 2009           | Ámsterdam                         | Holanda             | Paradiso                         |
| Europa                          |                                   |                     |                                  |
| 14 de octubre de 2009           | Bochum                            | Alemania            | Zeche                            |
| 15 de octubre de 2009           | Karlsruhe                         | Alemania            | Substage                         |
| 17 de octubre de 2009           | Wieze                             | Bélgica             | Metal Female Voices Fest VII     |
| 21 de octubre de 2009           | Vevey                             | Suiza               | Rocking Chair                    |
| 22 de octubre de 2009           | Múnich                            | Alemania            | Backstage                        |
| 23 de octubre de 2009           | Praga                             | República Checa     | Abaton                           |
| 24 de octubre de 2009           | Zlin                              | República Checa     | Master Of Rock Cafe              |
| 25 de octubre de 2009           | Viena                             | Austria             | Szene                            |
| 27 de octubre de 2009           | Milano                            | Italia              | Alcatraz                         |
| 29 de octubre de 2009           | Barcelona                         | España              | Salamandra                       |
| 30 de octubre de 2009           | Bilbao                            | España              | Santana 27                       |
| 3 de noviembre de 2009          | Toulouse                          | Francia             | Bikini                           |
| 4 de noviembre de 2009          | Lyon                              | Francia             | Transbordeur                     |
| 5 de octubre de 2009            | Pratteln                          | Suiza               | Z7                               |
| 6 de noviembre de 2009          | París                             | Francia             | Elysee Montmartre                |
| 7 de noviembre de 2009          | París                             | Francia             | Elysee Montmartre                |
| América Latina                  |                                   |                     |                                  |
| 27 de noviembre de 2009         | Caracas                           | Venezuela           | Centro Cultural Tiuna El Fuerte  |
| 28 de noviembre de 2009         | Bogotá                            | Colombia            | Teatro Metropol                  |
| 29 de noviembre de 2009         | Medellín                          | Colombia            | Teatro Metropolitano             |
| 1 de diciembre de 2009          | San José                          | Costa Rica          | The City Club                    |
| 3 de diciembre de 2009          | Ciudad de México                  | México              | Circo Volador                    |
| 4 de diciembre de 2009          | Guadalajara                       | México              | Teatro Estudio Cabaret           |
| 5 de diciembre de 2009          | Monterrey                         | México              | Café Iguana                      |
| 8 de diciembre de 2009          | Ciudad de Guatemala               | Guatemala           | Teatro Miguel Ángel Asturias     |
| 10 de diciembre de 2009         | Puebla                            | México              | Salón JP                         |
| 11 de diciembre de 2009         | Ciudad de México                  | México              | Circo Volador                    |
| 12 de diciembre de 2009         | San Luis Potosí                   | México              | Skyros Concert Music Hall        |
| Europa                          |                                   |                     |                                  |
| 7 de enero de 2010              | Dordrecht                         | Holanda             | Bibelot                          |
| 8 de enero de 2010              | Amstelveen                        | Holanda             | P60                              |
| 9 de enero de 2010              | Zwolle                            | Holanda             | Hedon                            |
| 10 de enero de 2010             | Utrecht                           | Holanda             | Tivoli                           |
| 14 de enero de 2010             | Arnhem                            | Holanda             | Luxor                            |
| 15 de enero de 2010             | Andernach                         | Alemania            | Juz Live Club                    |
| 16 de enero de 2010             | Ciudad de Luxemburgo              | Luxemburgo          | Den Atelier                      |
| 17 de enero de 2010             | Amberes                           | Bélgica             | Trix                             |
| América del Norte               |                                   |                     |                                  |
| 26 de enero de 2010             | Springfield                       | Estados Unidos      | Jaxx                             |
| 27 de enero de 2010             | Filadelfia                        | Estados Unidos      | The Trocadero                    |
| 29 de enero de 2010             | Nueva York                        | Estados Unidos      | The Blender Theatre at Gramercy  |
| 30 de enero de 2010             | Worcester                         | Estados Unidos      | The Palladium                    |
| 31 de enero de 2010             | Montreal                          | Canadá              | Club Soda                        |
| 1 de febrero de 2010            | Toronto                           | Canadá              | Mod Club                         |
| 3 de febrero de 2010            | Cleveland                         | Estados Unidos      | Peabody's                        |
| 4 de febrero de 2010            | Chicago                           | Estados Unidos      | Logan Square Auditorium          |
| 5 de febrero de 2010            | Milwaukee                         | Estados Unidos      | The Rave                         |
| 6 de febrero de 2010            | St. Paul                          | Estados Unidos      | Station 4                        |
| 8 de febrero de 2010            | Winnipeg, MB                      | Canadá              | Royal Arlbert Arms               |
| 10 de febrero de 2010           | Edmonton                          | Canadá              | Starlite Room                    |
| 11 de febrero de 2010           | Calgary                           | Canadá              | Warehouse                        |
| 13 de febrero de 2010           | Victoria                          | Canadá              | Sugar                            |
| 14 de febrero de 2010           | Seattle, WA                       | Estados Unidos      | El Corazón                       |
| 15 de febrero de 2010           | Portland                          | Estados Unidos      | Hawthorne Theatre                |
| 17 de febrero de 2010           | San Francisco                     | Estados Unidos      | Slim's                           |
| 18 de febrero de 2010           | Los Ángeles, California           | Estados Unidos      | House of Blues                   |
| 19 de febrero de 2010           | Mesa                              | Estados Unidos      | U.B.'s Bar                       |
| 20 de febrero de 2010           | Tucson                            | Estados Unidos      | The Rock                         |
| 22 de febrero de 2010           | Denver                            | Estados Unidos      | Bluebird Theater                 |
| 23 de febrero de 2010           | Tulsa                             | Estados Unidos      | Marquee                          |
| 24 de febrero de 2010           | Houston                           | Estados Unidos      | Scout Bar                        |
| 25 de febrero de 2010           | San Antonio, TX                   | Estados Unidos      | White Rabbit                     |
| 27 de febrero de 2010           | Raleigh                           | Estados Unidos      | Volume 11                        |
| 28 de febrero de 2010           | Atlanta                           | Estados Unidos      | The Masquerade                   |
| Europa                          |                                   |                     |                                  |
| 12 de marzo de 2010             | Pontins Holiday Village,Prestatyn | Reino Unido         | Hammerfest 2                     |
| 19 de marzo de 2010             | Zaandam                           | Holanda             | De Kade                          |
| 20 de marzo de 2010             | Enschede                          | Holanda             | Atak                             |
| 21 de marzo de 2010             | Eindhoven                         | Holanda             | Effenaar                         |
| 27 de marzo de 2010             | Madrid                            | España              | Sala Heineken                    |
| 28 de marzo de 2010             | Lisboa                            | Portugal            | Incrivel Almadense               |
| Sudamérica                      |                                   |                     |                                  |
| 7 de abril de 2010              | Porto Alegre                      | Brasil              | Opinião Bar                      |
| 9 de abril de 2010              | Curitiba                          | Brasil              | Master Hall                      |
| 10 de abril de 2010             | São Paulo                         | Brasil              | Via Funchal                      |
| 11 de abril de 2010             | Río de Janeiro                    | Brasil              | Fundição Progresso               |
| 13 de abril de 2010             | Buenos Aires                      | Argentina           | Teatro Flores                    |
| 14 de abril de 2010             | Santiago de Chile                 | Chile               | Teatro Caupolicán                |
| 16 de abril de 2010             | Lima                              | Perú                | Teatro de la UNI                 |
| 18 de abril de 2010             | La Paz                            | Bolivia             | Coliseo Del Instituto Americano  |
| 20 de abril de 2010             | Montevideo                        | Uruguay             | Teatro de Verano                 |
| Europa: Festivales y Conciertos |                                   |                     |                                  |
| 8 de mayo de 2010               | Bomal-sur-Ourthe                  | Bélgica             | Durbuy Rock Festival             |
| 13 de mayo de 2010              | Hellendoorn                       | Holanda             | Dauwpop                          |
| 14 de mayo de 2010              | Dessau                            | Alemania            | Metalfest Open Air Germany       |
| 15 de mayo de 2010              | Mining am Inn                     | Austria             | Metalfest Open Air Austria       |
| 24 de mayo de 2010              | Heerhugowaard                     | Holanda             | Waerdse Tempel                   |
| 28 de mayo de 2010              | Landgraaf                         | Holanda             | Pinkpop                          |
| 29 de mayo de 2010              | Atenas                            | Grecia              | Fuzz                             |
| 30 de mayo de 2010              | Thessaloniki                      | Grecia              | Principal                        |
| 4 de junio de 2010              | Toulouse                          | Francia             | Toulouse Metal Fest              |
| 12 de junio de 2010             | Sölvesborg                        | Suecia              | Sweden Rock                      |
| 8 de julio de 2010              | Tolmin                            | Eslovenia           | Metalcamp                        |
| 10 de julio de 2010             | Kvinesdal                         | Noruega             | Norway Rock                      |
| 16 de julio de 2010             | Vizovice                          | República Checa     | Master of Rock                   |
| 17 de julio de 2010             | Tokaj                             | Hungría             | Hegyalja Festival                |
| 23 de julio de 2010             | Kavarna                           | Bulgaria            | Kavarna Rock Fest                |
| 7 de agosto de 2010             | Deinze                            | Bélgica             | Alcatraz Metal Festival          |
| 13 de agosto de 2010            | Ulft                              | Holanda             | Huntenpop                        |
| 14 de agosto de 2010            | Stodola, Warsaw                   | Polonia             | Open Mind Festival               |
| 28 de agosto de 2010            | Andernach                         | Alemania            | Summers End Open Air             |
| 3 de septiembre de 2010         | Hilversum                         | Holanda             | De Vorstin                       |
| 9 de septiembre de 2010         | St. Petersburg                    | Federación de Rusia | Glav Club                        |
| 10 de septiembre de 2010        | Moscú                             | Federación de Rusia | Glav Club                        |
| 12 de septiembre de 2010        | Kaunas                            | Lituania            | Combo                            |
| 24 de septiembre de 2010        | Helsinki                          | Finlandia           | Nosturi                          |
| 26 de septiembre de 2010        | Estocolmo                         | Suecia              | Debaser Slussen                  |
| 27 de septiembre de 2010        | Oslo                              | Noruega             | John Dee                         |
| 28 de septiembre de 2010        | Gothenburg                        | Suecia              | Sticky Fingers                   |
| 30 de septiembre de 2010        | Poznan                            | Polonia             | Eskulap                          |
| 1 de octubre de 2010            | Katowice                          | Polonia             | Rialto                           |
| 2 de octubre de 2010            | Budapest                          | Hungría             | Diesel                           |
| 3 de octubre de 2010            | Vienna                            | Austria             | Szene                            |
| 5 de octubre de 2010            | Treviso                           | Italia              | New Age                          |
| 6 de octubre de 2010            | Lausanne                          | Suiza               | Docks                            |
| 7 de octubre de 2010            | Munich                            | Alemania            | Backstage                        |
| 9 de octubre de 2010            | Aschaffenburg                     | Alemania            | Colos-Saal                       |
| 10 de octubre de 2010           | Bremen                            | Alemania            | Tivoli                           |
| 16 de octubre de 2010           | Reuver City                       | Holanda             | de Schakel                       |
| 24 de octubre de 2010           | Wieze                             | Bélgica             | de Schakel                       |
| 28 de octubre de 2010           | París                             | Francia             | Elysee Montmartre                |
| 29 de octubre de 2010           | Estrasburgo                       | Francia             | La Laiterie                      |
| 30 de octubre de 2010           | Lyon                              | Francia             | Transbordeur                     |
| 31 de octubre de 2010           | Dolceacqua                        | Italia              | Autunnonero Festival             |
| Norteamérica                    |                                   |                     |                                  |
| 16 de noviembre de 2010         | Springfield                       | Estados Unidos      | Jaxx                             |
| 17 de noviembre de 2010         | Filadelfia                        | Estados Unidos      | The Trocadero                    |
| 19 de noviembre de 2010         | Nueva York                        | Estados Unidos      | The Blender Theatre at Gramercy  |
| 20 de noviembre de 2010         | Worcester                         | Estados Unidos      | The Palladium                    |
| 21 de noviembre de 2010         | Montreal                          | Canadá              | Club Soda                        |
| 23 de noviembre de 2010         | London                            | Canadá              | Music Hall                       |
| 24 de noviembre de 2010         | Cleveland                         | Estados Unidos      | Peabody's                        |
| 26 de noviembre de 2010         | Detroit                           | Estados Unidos      | Blondie's                        |
| 27 de noviembre de 2010         | Louisville                        | Estados Unidos      | Headliner's Music Hall           |
| 28 de noviembre de 2010         | Milwaukee                         | Estados Unidos      | The Rave                         |
| 30 de noviembre de 2010         | Denver                            | Estados Unidos      | Bluebird Theater                 |
| 2 de diciembre de 2010          | Seattle                           | Estados Unidos      | El Corazón                       |
| 3 de diciembre de 2010          | Vancouver                         | Canadá              | Rickshaw Theatre                 |
| 4 de diciembre de 2010          | Portland                          | Estados Unidos      | Hawthorne Theatre                |
| 5 de diciembre de 2010          | San Francisco, CA                 | Estados Unidos      | DNA Lounge                       |
| 7 de diciembre de 2010          | Hollywood, CA                     | Estados Unidos      | Key Club                         |
| 8 de diciembre de 2010          | Ramona                            | Estados Unidos      | Ramona Mainstage                 |
| 9 de diciembre de 2010          | Tempe                             | Estados Unidos      | Clubhouse                        |
| 11 de diciembre de 2010         | Dallas, TX                        | Estados Unidos      | Trees                            |
| 12 de diciembre de 2010         | Austin                            | Estados Unidos      | Emo's                            |
| 14 de diciembre de 2010         | Orlando                           | Estados Unidos      | The Club at Firestone            |
| 15 de diciembre de 2010         | Ft. Lauderdale                    | Estados Unidos      | Culture Room                     |
| 17 de diciembre de 2010         | Atlanta, GA                       | Estados Unidos      | The Masquerade                   |
| 18 de diciembre de 2010         | Raleigh                           | Estados Unidos      | Volume 11                        |
| 25 de enero de 2011             | Miami                             | Estados Unidos      | 70000 Tons of Metal Cruise       |
| 27 de enero de 2011             | Miami                             | Estados Unidos      | 70000 Tons of Metal Cruise       |
| América Látina                  |                                   |                     |                                  |
| 29 de enero de 2011             | Guadalajara                       | México              | Teatro Estudio Cavaret           |
| 30 de enero de 2011             | Ciudad de México                  | México              | Circo Volador                    |
| 31 de enero de 2011             | Ciudad de México                  | México              | Circo Volador                    |
| 2 de febrero de 2011            | Cali                              | Colombia            | Teatro Jorge Isaacs              |
| 4 de febrero de 2011            | Medellín                          | Colombia            | Teatro Universidad de Medellín   |
| 5 de febrero de 2011            | Bogotá                            | Colombia            | Teatro Jorge Eliécer Gaitán      |
| 6 de febrero de 2011            | Cuenca                            | Ecuador             | Teatro Casa de la Cultura Cuenca |

- Datos: Q5804237